# Ахметьевы (фабриканты)
Ахметьевы — российские промышленники, владельцы фабрики по изготовлению гравированных народных картинок в Москве, существовавшей с 1744 по 1869 г.

## Промышленники
Ахметьев, Илья Яковлевич (1721—1790), из ярославских купцов, приехал в Москву до 1744 г.; с 1748 г. владел домом в Докучаевом переулке, где на 2 станах печатались с 15 досок образы «Христа Спасителя, Богоматери и прочих разных святых лиц». Первые гравированные доски, с которых началось производство лубков, перешли ему от дяди его жены — известного гравёра на меди Конона Тимофеева.
Ахметьев, Пётр Ильич (1751—1800), его сын, ко времени руководства фабрикой вдовой сына Татьяной Афанасьевной (1765—1839) относятся единственные подписные гравюры Ахметьевых — изображения 4 евангелистов и серия листов, посвящённых Отечественной войне 1812 года. Дело продолжила невестка Т. А. Ахметьевой — Анна Васильевна (60-е гг. XIX в.). Хранятся в частности в ГМИИ, Русском музее.